# Нагаево (Ульяновская область)
Нагаево (тат. Нугай) — татарское село в Карсунском районе Ульяновской области.
Входит в состав Новопогореловского сельского поселения. Ранее образовывало Нагаевский сельсовет.

## География
Село расположено на берегу р. Сухая Карсунка. 

## История
Нагаево, служилых татар, основано в 1649 году во время строительства Карсунско-Симбирской черты.
В 1780 году, при создании Симбирское наместничество, деревня Нагаева, при речке Евлейке, служилых татар, вошла в состав Карсунского уезда.
В 1859 году деревня Нагаева, удельных крестьян, входила во 2-й стан Карсунского уезда Симбирской губернии, в которой была магометанская мечеть.

## Население
| 2010 |
| ---- |
| 609  |

Жители села преимущественно татары (99 %).

## Инфраструктура
Средняя школа, детский сад, библиотека, СДК, ФАП.

## Религия
Мечети
- Мечеть